# Rendsburg

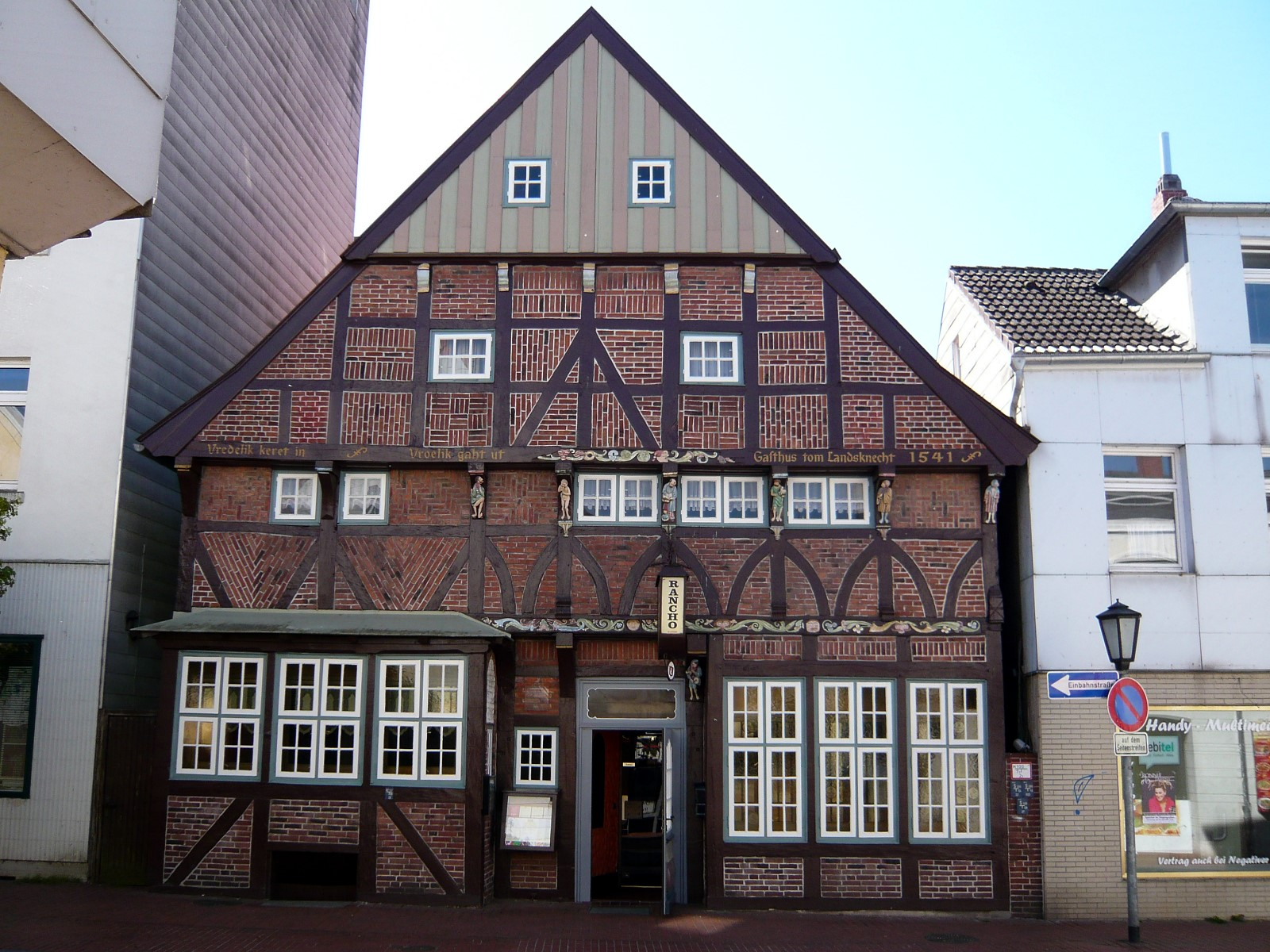
Casă din 1541

Rendsburg (daneză: Rendsborg) este un oraș situat pe râul Eider și Canalul Kiel în nord-estul landului Schleswig-Holstein, Germania. Este capitala districtului (Kreis) Rendsburg-Eckernförde. În 2006, populația orașului numara 28.476 de locuitori.